# Enquete-Kommission Berufliche Bildung in der digitalen Arbeitswelt

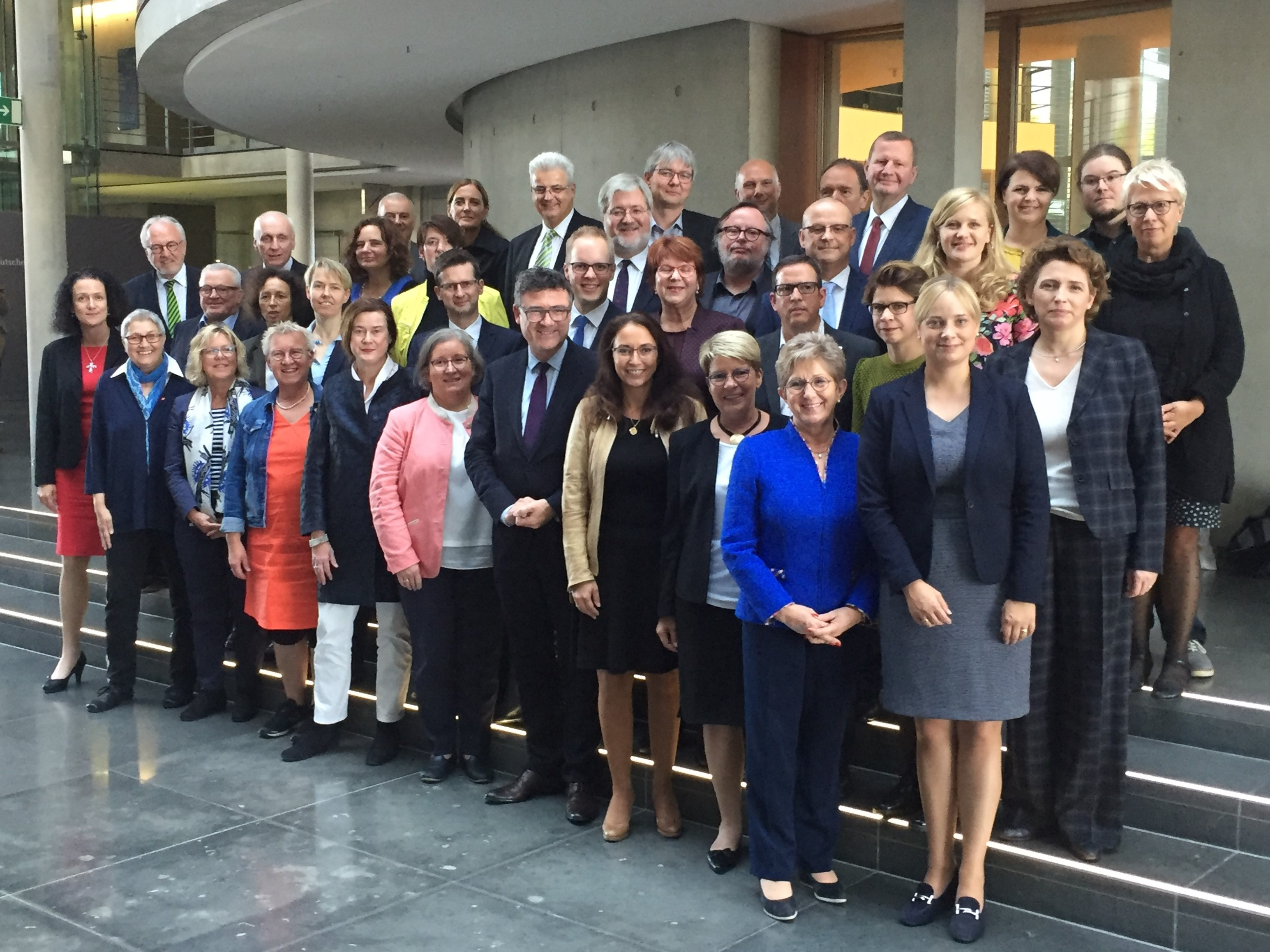
Gruppenfoto der Enquetekommission „Berufliche Bildung in der digitalen Arbeitswelt“ am Tag der Konstituierung in Berlin, 27. September 2018, Deutscher Bundestag

Die Enquete-Kommission „Berufliche Bildung in der digitalen Arbeitswelt“ wurde im 19. Deutschen Bundestag unter Vorsitz von Antje Lezius (CDU) eingerichtet und hatte den Auftrag, die Entwicklungsperspektiven der beruflichen Aus- und Weiterbildung in der künftigen, digitalisierten Arbeitswelt zu untersuchen und die ökonomischen und sozialen Potentiale einer Modernisierung zu prüfen.
Die Einsetzung der Kommission wurde vom Deutschen Bundestag auf gemeinsamen Antrag der Fraktionen von CDU/CSU, SPD, FDP und Die Linke, bei Enthaltung von Bündnis 90/Die Grünen am 28. Juni 2018 beschlossen. Die konstituierende Sitzung der Enquete-Kommission fand am 27. September 2018 statt.
Der Abschlussbericht der Enquete-Kommission wurde am 22. Juni 2021 veröffentlicht.

## Mitglieder
Die Kommission hatte 38 Mitglieder, davon 19 Mitglieder des Deutschen Bundestages und 19 von den Fraktionen benannte Sachverständige. Für die Abgeordneten wurden von den Fraktionen gleichzeitig 19 Stellvertreter nominiert, die Sachverständigen hatten keine Stellvertreter. Nach dem Kräfteverhältnis des neunzehnten Deutschen Bundestages stellte die CDU/CSU sieben Abgeordnete, die SPD vier und AfD, FDP, Linksfraktion sowie Bündnis 90/Die Grünen jeweils zwei Abgeordnete.

### Mitglieder des Deutschen Bundestages
- CDU/CSU: Stephan Albani, Sybille Benning, Stefan Kaufmann, Axel Knoerig, Antje Lezius (Vorsitzende), Katrin Staffler (Obfrau), Dietlind Tiemann
- SPD: Yasmin Fahimi (Obfrau), Michael Gerdes, Gabriele Katzmarek, Marja-Liisa Völlers (Stellvertr. Vorsitzende)
- AfD: Nicole Höchst (Obfrau), Uwe Schulz
- FDP: Jens Brandenburg (Obmann), Thomas Sattelberger
- Die Linke: Birke Bull-Bischoff (Obfrau), Jutta Krellmann
- Bündnis 90/Die Grünen: Beate Müller-Gemmeke, Beate Walter-Rosenheimer (Obfrau)

### Sachverständige
Von den Fraktionen wurden benannt:
Volker Born, Detlef Buschfeld, Ursula Bylinski, Achim Dercks, Carlo Dirschedl, Barbara Dorn, Sandra Garbade, Bernd Giezek, Annette Greilich, Francesco Grioli, Elke Hannack, Angela Kennecke, Ute Kittel, Hans-Peter Klös, Bettina Kohlrausch, Martin Seiler, Helmut Seifen, Peter F. E. Sloane, Heike Solga

### Vorsitz
Nach der Konstituierung der Kommission hatte der Bundestagsabgeordnete Dr. Stefan Kaufmann (CDU) den Vorsitz inne. Diesen legte er nieder, nachdem er im Juni 2020 unter Bundesministerin Anja Karliczek (CDU) zum Innovationsbeauftragter Grüner Wasserstoff des Bundesministeriums für Bildung und Forschung ernannt wurde. Daraufhin wurde im September 2020 die Bundestagsabgeordnete Antje Lezius zur Vorsitzenden gewählt.

## Aufteilung in Projektgruppen
Die Enquete-Kommission hatte in ihrer Sitzung am 5. November 2018 die Einsetzung von sieben Projektgruppen beschlossen (KOM-Drs. 19(28)14) und sich darauf verständigt, dass davon zunächst drei Projektgruppen parallel die Arbeit aufnehmen sollen. Die ersten drei Projektgruppen konstituierten sich am 10. Dezember 2018.
Die sieben Projektgruppen waren:
- Herausforderungen der Digitalisierung der/für die berufliche(n) Bildung
- Anforderungen an die Ausbildung im Betrieb
- Anforderungen an berufsbildende Schulen (insb. Berufsschulen und Berufsfachschulen)
- Weiterbildung, duales Studium und lebensbegleitendes Lernen
- Attraktivitätssteigerung der beruflichen Bildung – Gleichwertigkeit und Durchlässigkeit
- Zu- und Übergänge – Passung, Berufsorientierung, Fachkräftesicherung, Integration besonderer Gruppen
- Aus- und Weiterbildungsfinanzierung